# Bryan Bergougnoux
Bryan Bergougnoux (født 12. januar 1983 i Lyon, Frankrig) er en fransk fodboldspiller, der spiller som angriber hos Ligue 2-klubben Tours i hjemmelandet Frankrig. Han har tidligere optrådt for Olympique Lyon og Toulouse FC i sit hjemland.
Med Olympique Lyon vandt Bergougnoux fire franske mesterskaber.

## Landshold
Bergougnoux har (pr. august 2010) endnu ikke optrådt for Frankrigs A-landshold, men spillede i 2005 fire gange for landets U-21 mandskab.

## Titler
Ligue 1
- 2002, 2003, 2004 og 2005 med Olympique Lyon